# Stiftskirche (Gaesdonck)

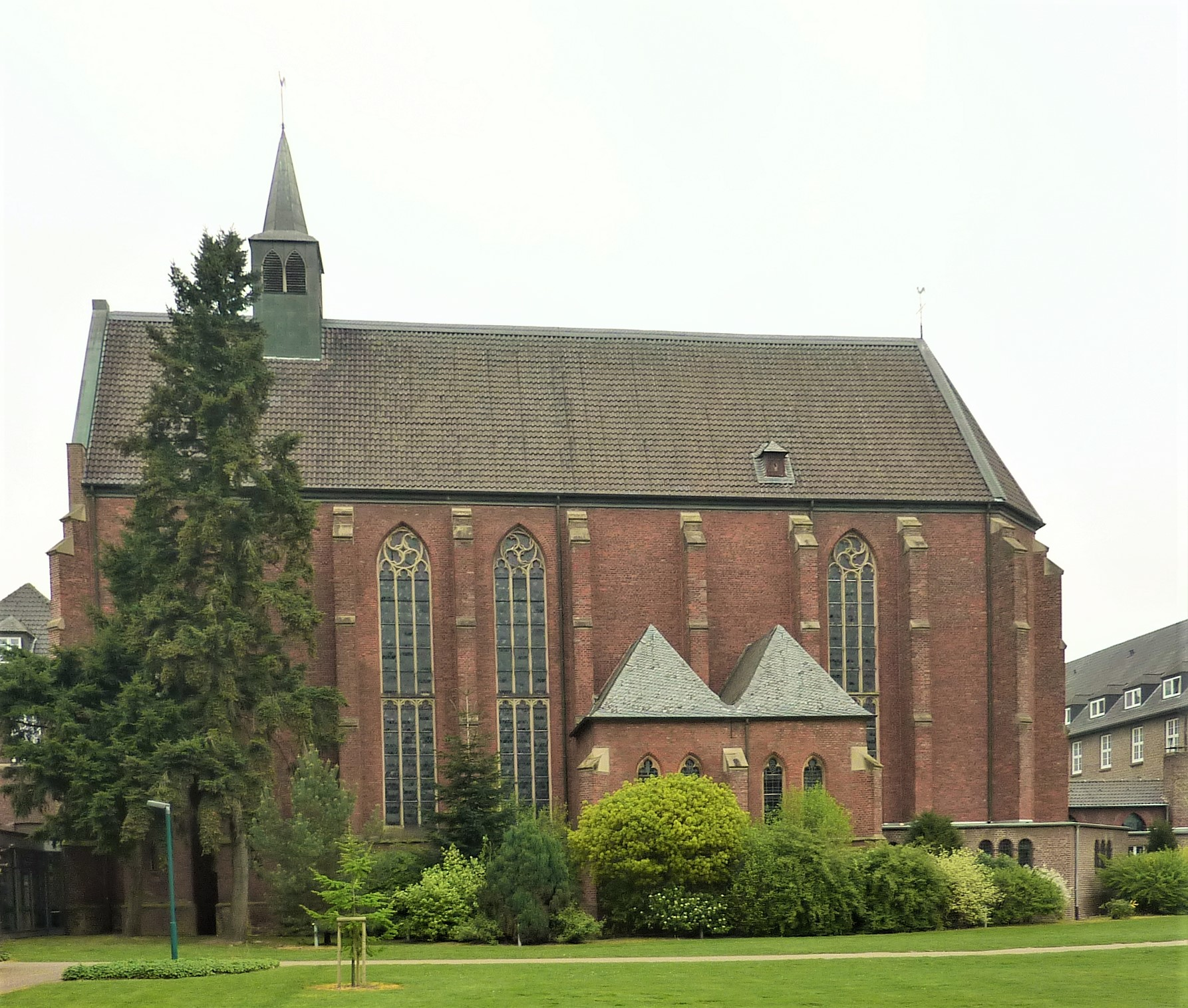
Die Stiftskirche Gaesdonck

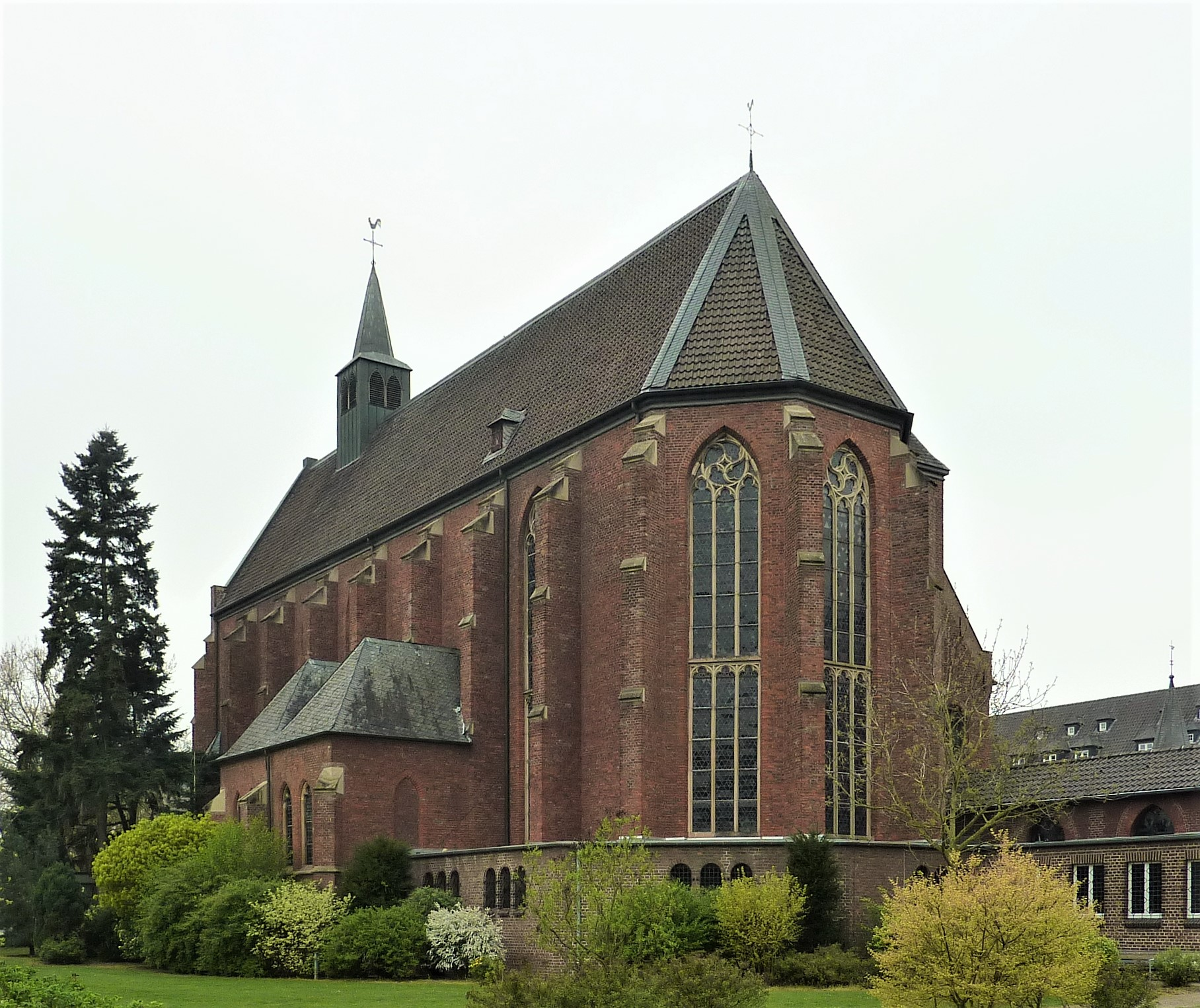
Ansicht von Südost

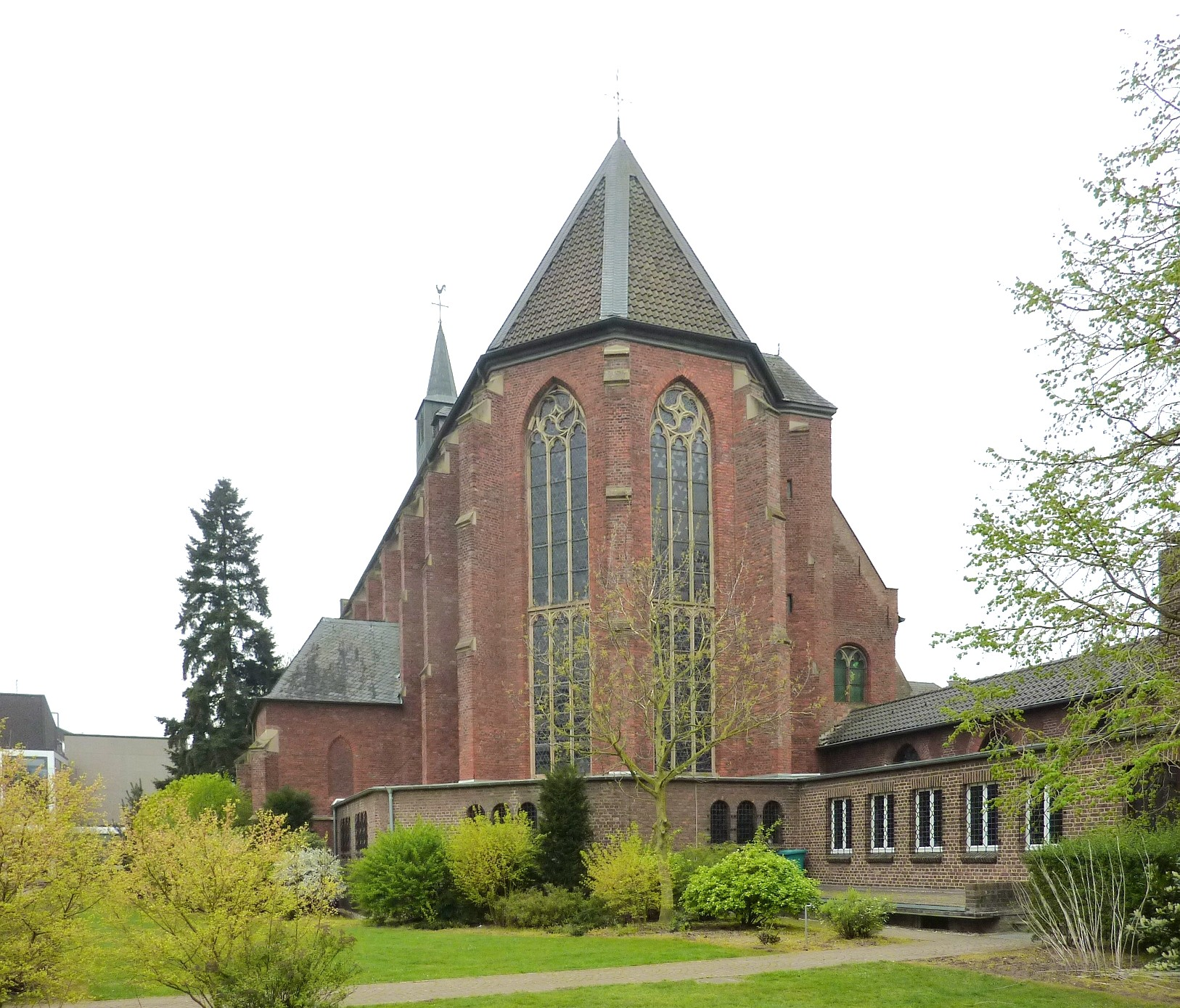
Choransicht mit Umgang

Die Stiftskirche ist eine römisch-katholische Kirche im Gocher Ortsteil Gaesdonck. Sie ist den Sieben Schmerzen Mariens geweiht. Die frühere Kirche der Augustiner-Chorherren sowie auch die zugehörige ehemalige Klosteranlage bilden heute den baulichen Kernbestand des bischöflichen Internatsgymnasiums Collegium Augustinianum Gaesdonck, das auf einer Stiftung der bis zur Säkularisation im Jahre 1802 (und kurzzeitig auch noch danach) dort ansässigen Mönche beruht.

## Geschichte
Das Augustiner-Chorherrenstift, das zur Kongregation der Windesheimer Chorherren gehörte, wurde um 1360 in Goch gegründet und 1406 nach Gaesdonck verlegt. Dort befand sich ursprünglich ein zum ersten Mal 1346 erwähnter Hof, der dem Gocher Fraterhaus gehörte, aus dem das Chorherrenstift hervorgegangen ist. Die räumliche Aufteilung der Kirche und ihre Ausschmückung wurden im Laufe der Jahrhunderte mehrfach dem jeweils zeittypischen Kunstgeschmack (z. B. Barock oder Neogotik) wie auch den liturgischen Bedürfnissen und Erfordernissen entsprechend verändert.
Im Zweiten Weltkrieg wurde das Dach der Stiftskirche fast völlig, der westliche Giebel zur Hälfte zerstört. Das Mauerwerk und die Gewölbe im Chor wurden schwer beschädigt. Mehrere Gewölbe im Kreuzgang wurden zerstört oder beschädigt. Die Wiederherstellung erfolgte bis 1961, wobei die neugotische Gliederung der Westfassade vereinfacht und anstelle des neugotischen Kapellenkranzes ein sockelartiger Chorumgang als Sakristei errichtet und ein neuer Dachreiter aufgesetzt wurde.

## Architektur
Die 1437 geweihte Stiftskirche ist ein einschiffiger gotischer Bau mit Kreuzrippengewölben und einem 5/8-Chorschluss und hohen dreiteiligen Maßwerkfenstern am Chor und an der Südseite des Langhauses. Der schlichte Innenraum ist auf der Nordseite durch spitzbogige Wandnischen zwischen den nach innen gezogenen Strebepfeilern und flache Blendfenster gegliedert. Oberhalb dieser Nischen liegen die Strebepfeiler außerhalb der Kirche in den Bibliotheksräumen über dem Kreuzgang. Auf der Südseite ist in den zwei östlichen Langhausjochen eine ähnliche Gliederung zu finden, dort schließt sich die zweijochige neugotische Sakristei an, die anstelle eines gotischen Vorgängers errichtet wurde und heute als Sakramentskapelle dient.

## Ausstattung
Die hölzerne Kanzel von 1621 zeigt die Formen der Spätrenaissance. Das Chorgestühl von 1623 und der Dreisitz von 1653 sind heute in den Räumen des Kollegs untergebracht.
Eine ebenfalls hölzerne Standfigur der Muttergottes aus der Zeit um 1490/1500 mit erneuerter Fassung wird dem maasländischen Meister von Elsloo als eines seiner Hauptwerke zugeschrieben. Ein gemaltes Triptychon aus der Mitte des 16. Jahrhunderts zeigt den Kalvarienberg, die Geburt und die Himmelfahrt Christi sowie die Stifter in Augustinertracht. Ein Vesperbild wurde in der Mitte des 17. Jahrhunderts nach einem spätgotischen Vorbild aus Holz gearbeitet.

## Kreuzgang und Bibliothek
Der zweigeschossige Südflügel des Kreuzgangs aus dem 15. Jahrhundert ist durch Strebepfeiler und zweiteilige Fenster in korbbogigen Blenden gegliedert. Er wurde nach der Beschädigung im Zweiten Weltkrieg 1961 wiederhergestellt und mit der Kirche unter ein gemeinsames Dach gebracht. Der Kreuzgang und die im Obergeschoss liegende Bibliothek sind kreuzgratgewölbt; die Bibliothek ist mit spitzbogigen Wandnischen zwischen den Strebepfeilern versehen. Sie enthält unter anderem eine im 15. Jahrhundert zusammengetragene umfangreiche Handschriftensammlung, die illuminierten Handschriften befinden sich heute in der Berliner Staatsbibliothek.